# Якуб Зборжил
Якуб Зборжил (чеськ. Jakub Zbořil; 21 лютого 1997, м. Брно, Чехія) — чеський хокеїст, захисник. Виступає за «Бостон Брюінс» у Національній Хокейній Лізі (NHL).
Вихованець хокейної школи «Комета» (Брно). Виступав за «Сент-Джон Сі-Догс» (QMJHL).
У складі юніорської збірної Чехії учасник чемпіонатів світу 2014 і 2015.
Брат: Адам Зборжил.
Досягнення
- Срібний призер юніорського чемпіонату світу (2014)